# Egira confusa
Egira confusa är en fjärilsart som beskrevs av Alfred Ernest Wileman 1915. Egira confusa ingår i släktet Egira och familjen nattflyn. Inga underarter finns listade i Catalogue of Life.